# Schoonmaker Ridge
Schoonmaker Ridge är en bergstopp i Antarktis. Den ligger i Östantarktis. Australien gör anspråk på området. Toppen på Schoonmaker Ridge är 1 041 meter över havet.
Terrängen runt Schoonmaker Ridge är huvudsakligen kuperad, men åt sydost är den platt. Trakten är obefolkad. Det finns inga samhällen i närheten. 